# Андриуц, Валентина Григорьевна
Валентина Григорьевна Андриу́ц (род. 17 сентября 1954 года во Владивостоке) — русская поэтесса. Автор поэтических книг «Бухта Светлая», «Тоска по лотосу» , лирических стихотворений и поэм. Член Союза писателей России (1994).

## Биография
Родилась во Владивостоке 17 сентября 1954 года.
После окончания школы работала проводником, затем на промысле морской капусты в посёлке Светлая. Позднее свой первый лирический сборник она озаглавит Бухта Светлая. Эти названия, бухты и 15-страничного
сборника, ещё позднее обыграет Александр Белых в романе «Сны Флобера»:
...выпала книжка. Валентин поднял её и прочитал: «Бухта Светлая. Валентина Андриуц. Стихи. Владивосток 1982». Он положил тоненькую голубенькую книжку на голубой садовый столик. Луч солнца, выскользнув из листвы, упал на обложку, пронзил насквозь книжку, словно море…

На дне лежали восемь стихотворений, семь морских красных звёздочек с синеватым оттенком, три ежа, четыре трепанга, два краба. Вода была светлой — светлой, лучи падали наискось, стаи рыб метнулись в сторону, выныривать не хотелось. Какое дивное стихотворение! Какое славное море! Валентин всё погружался и погружался
Посещала литературную студию «Лира» под руководством поэта Г. Лысенко (1977—1978). В 1987 году окончила Литературный институт им. Горького (семинар Николая Старшинова).
В 1985 году была делегатом ХIII Всесоюзного фестиваля молодых поэтов братских республик.

### Литературная деятельность
Стихам поэтессы свойственен лиризм, в них воссоздается природа Приморья.
Стихотворения В. Андриуц публиковались в краевой печати — газетах «Красное знамя», «Тихоокеанский комсомолец», региональном литературном журнале «Дальний Восток», в центральном литературном журнале «Октябрь»; в альманахе «Литературный Владивосток», антологиях «Дальний Восток в поэзии современников» и «Сто лет поэзии Приморья»/«100 лет поэзии Приморья» (Владивосток, 1998), «Серая Лошадь».
Стихи были изданы двумя сборниками в 1982 и 1991 годах. В поэтическом альманахе 1986 года были опубликованы её стихи и краткая биография.
В 1994 году принята в Союз писателей России. Необходимую рекомендацию для вступления получила от знаменитого поэта, песенника Льва Ошанина.